# La derrota de les tropes feixistes alemanyes als afores de Moscou
 La derrota de les tropes feixistes alemanyes als afores de Moscou (rus: Разгром немецких войск под Москвой; distribuïda en anglès com Moscow Strikes Back (Moscou contraataca) és una pel·lícula documental soviètica sobre la batalla de Moscou, realitzada entre octubre de 1941 i gener de 1942, dirigida per Leonid Varlàmov i Ilià Kopalin.
Va ser una de les quatre pel·lícules guanyadores del Premi Oscar al Millor documental a l'edició de 1942. També guanyà el Premi National Board of Review a millor documental el 1942, i el Premi del Cercle de Crítics de Cinema de Nova York per la Millor Pel·lícula Documental de Guerra. A la Unió Soviètica va rebre el Premi Stalin.
El 1942 fou estrenada als Estats Units, obtenint una audiència de 16 milions de persones.